# Station Andrychów Górnica
Station Andrychów Górnica is een spoorwegstation in de Poolse plaats Andrychów.